# Das weiße Rauschen
Das weiße Rauschen ist ein deutsches Filmdrama aus dem Jahr 2001 und das Langfilm-Regiedebüt des österreichischen Regisseurs Hans Weingartner. Co-Regisseur und Drehbuchautor ist Tobias Amann. Die Hauptrolle spielt Daniel Brühl.

## Hintergrund
Entstanden war die Idee der beiden Studenten im Rahmen eines eigenen Projektes an der Kunsthochschule für Medien Köln. Vorbilder für Hans Weingartner waren John Cassavetes und Lars von Trier, dessen vom Dogma 95 geprägter Regiestil hier weitgehend zur Anwendung kam.
Drehorte waren unter anderem eine Studentenwohnung in der Kölner Dasselstraße („Kwartier Latäng“), das Lupe-2-Kino in der Kölner Innenstadt, das Rheinufer in Köln-Riehl und das Bergische Land. Der Film hatte seine Premiere 2001 beim Filmfestival Max Ophüls Preis und kam am 31. Januar 2002 deutschlandweit in die Kinos.

## Handlung des Films
Der junge Abiturient Lukas zieht in die WG seiner Schwester Kati, um in Köln zu studieren. Dort erlebt er eine Welt aus Drogen, Partys und einer Menge Spaß. In der Universität findet er sich jedoch nicht zurecht und gibt schließlich den Versuch auf, sich zu immatrikulieren. Auf einer Party lernt er ein Mädchen kennen, das er ins Kino zu dem Film Taxi Driver einlädt. Nach einem heftigen Streit mit der Kassiererin meidet das Mädchen ihn, was ihn in eine ernste Krise stürzt.
Nach dem Konsum psychoaktiver Pilze hört er zum ersten Mal Stimmen, die ihn beschimpfen, für den Suizid seiner Mutter verantwortlich machen, als Versager verspotten und ihn zur Selbsttötung auffordern. Lukas’ und Katis Mutter hatte sich nach mehreren Aufenthalten in Nervenheilanstalten erhängt, was gegenüber den Kindern verheimlicht wurde.
Nach der Einweisung von Lukas in die Psychiatrie lautet die Diagnose: Paranoide Schizophrenie. Das Medikament Haloperidol, das er nach seinem ersten Psychiatrieaufenthalt nimmt und das ihm hilft, setzt er schließlich ab und begeht nach neuen Wahnzuständen einen Suizidversuch. Nachdem ihn eine Gruppe von Aussteigern aus dem Rhein gerettet hat, nehmen sie ihn auf eine Spanienreise mit. Nach einiger Zeit bricht auch dort seine Psychose wieder aus, und er entfremdet sich von seinen Begleitern. Er bleibt schließlich auf eigenen Wunsch allein zurück, um das Weiße Rauschen zu finden.

## Kritiken
„‚Ich leide an Schizophrenie, sagen die Ärzte, die anderen finden meist nur, dass ich spinne‘, sagt Lukas am Schluss aus dem Off, und wir Zuschauer haben dann vielleicht keine endgültigen Erkenntnisse zum Thema Psychose gewonnen, aber die Einsicht, dass es auch in Deutschland mit geringem Budget, einer Digitalkamera und beinahe nur unbekannten Darstellern möglich ist, einen bedrohlichen und faszinierenden Film über das Innenleben einer Geisteskrankheit (siehe auch ‚Memento‘ oder ‚Requiem for a dream‘) zu drehen. Ein bisschen überfrachtet ist der Film durch Lukas’ nicht direkt in die Handlung einzuordnende Kommentare als Hintergrunderzähler, in denen versucht wird, Schizophrenie zu einer metaphysischen Erfahrung hochzustilisieren, während doch der Film zur gleichen Zeit so einfühlsam und gekonnt die subjektiv leidvolle Welt eines an bösartigem Verfolgungswahn Leidenden schildert.“

„Ambitionierter Debütfilm in ‚Dogma‘-Manier, der die Leidensgeschichte optisch wie akustisch raffiniert in Szene setzt, bevor er im dritten Teil an Stringenz einbüßt. Durch seine suggestive Bildsprache und die Präsenz des Hauptdarstellers dennoch von außergewöhnlichem Wert, weil die Innensicht einer psychischen Erkrankung filmisch erfahrbar wird.“

## Auszeichnungen
- 2001: Max-Ophüls-Preis
- 2001: First Steps Award für Hans Weingartner (Bester abendfüllender Spielfilm über 60 Minuten)
- 2002: New Faces Award für Daniel Brühl (Bester Nachwuchsdarsteller; ebenso für Nichts bereuen und Vaya con Dios)
- 2002: Deutscher Filmpreis für Daniel Brühl (Bester Hauptdarsteller; ebenso für Nichts bereuen und Vaya con Dios), Nominierungen für Hans Weingartner (Bester Spielfilm) und Anabelle Lachatte (Beste Nebendarstellerin)
- 2002: Bayerischer Filmpreis für Daniel Brühl (Bester Nachwuchsdarsteller; ebenso für Nichts bereuen und Vaya con Dios)
- 2003: Preis der deutschen Filmkritik für Daniel Brühl (Bester Darsteller, ebenso für Vaya con Dios) und für Hans Weingartner (Bestes Spielfilmdebüt)
- Die Deutsche Film- und Medienbewertung FBW in Wiesbaden verlieh dem Film das Prädikat „besonders wertvoll“.[4]